# بارشامای
بارشامای (به لاتین: Barshamay) یک منطقهٔ مسکونی در روسیه است که در شهرستان کایتاگسکی واقع شده‌است.